# Струмишка българска община
Струмишката българска община е гражданско-църковно сдружение на българите екзархисти в Струмица, Османската империя, съществувало от края на 60-те години на XIX век до 1912 година, когато е закрита след овладяването на Струмица от българските войски по време на Балканската война.

## История
През Възраждането Струмица от типично мюсюлмански град постепенно се побългарява. В него се разгаря упорита борба за българско училище и българска църква, като българската партия в края на 50-те години е оглавена от Узун Христоман, братя Костадин и Ташо Раненикови, Георги Спасов (брат на Мелетий Софийски) и хаджи Трендо.
В края на 60-те години на XIX век в Струмица е формирана българската църковна община. Около май 1869 година струмишки първенци сключват договор със Станче Божков, който условят за учител в града. Според митрополит Герасим Струмишки Божков поставя това училище „на добра почва“, като въвежда и взаимоучителния метод. На 16 (28) август 1869 година в Струмица избухва голям пожар, който унищожава голяма част от града, включително Божковото училище и двете градски църки „Свети Димитър“ и „Свети Константин и Елена“. Светият български синод сформира комисия, която събира парични помощи за пострадалите от пожара и успява да събере 24 639 тогавашни цариградски пари. Сред дарителите са българският Каприянски манастир при Кишинев, Стефан Увалиев, Христо Георгиев, Панарет Рашев, Маринчо Бенли, Михаил Колони и други от Цариград, Виена, Одеса, Кишинев, Тулча, Свищов.
През март 1870 година в града отваря врати новобългарско училище с учител йеродякон Агапий Войнов, което среща сериозна съпротива от местната гъркоманска партия, ръководена от струмишката митрополия, начело с владиката Йеротей. Основна роля в това начинание играят местният свещеник Тодор Тилков и известните търговци от Велес Костадин Шулев и четиримата му братя, които морално и материално подкрепят учебното дело в града.  На 22 февруари 1871 година общината се обръща към Стефан Веркович с молба за съдействие при събиране на помощи за струмишкото българско училище, което е изпаднало в тежко положение вследствие на „ужясный пожяр“. Скоро училището е закрито, а учителите са заточени - единият в Радовиш, другият в Тиквеш. След това са арестувании членовете на общината, единият от които Константин Русев е задържан в солунски затвор. Двете български църкви са опожарени и разрушени напълно, а екзархистите са обвинени от владиката, че са въстанали. Разследването показва, че се касае за клевета, но властите не позволяват на общината да разчисти останките от едната църква и да я изгради наново и шестима общинари са отново затворени в Солун. В 1870 година българската община отново прави постъпки за разрешение за строеж на църква, но то води до нови арести. В 1876 година в Струмица пак има арести на екзархисти, обвинени в противодържавна дейност.
През май 1878 година, след Руско-турската война, Ставруш Тимов и Константин Русев от името на Струмишката българска община подписват Мемоара на българските църковно-училищни общини в Македония, с който се иска присъединяване на Македония към новообразуващата се българска държава.
През 1881 година българската община в града е възстановена. За председател е избран Никола Панайотов, а за членове Григор Ранеников, Васил Клямбов, Панде Ружин и други. Изборът е утвърден от Българската екзархия в Цариград. В същата година е затворено училището в Струмица. Арестуваните учители са накарани да подпишат декларации, че се отказват от учителската професия, а на някои са наложени глоби. Делегациите, които настояват да се отворят училищата са арестувани. Така в Струмица са арестувани 48 българи. През 1882 година доброволно на българска страна преминава местният патриаршистки свещеник Костадин Хаджиглигоров. Същият е назначен от Екзархията за председател на общината.
След продължителни борби на местните българи от Струмишко, през 1897 година със султански берат в града е учредена Струмишката българска митрополия, подведомствена на Българската екзархия с първи предстоятел митрополит Герасим. Той председателства общината от 1891 година и има големи заслуги за утвърждаване на екзархийското дело в Срумишко.
До началото на XX век в града няма българска църква, а духовните нужди на екзархийското население се поемат от един малък параклис. По този въпрос българският екзарх Йосиф I протестира пред Великия везир:
| „ | А в Струмица всички [са] българи, няма ни един асъл грък, а на екзархистите не дават черква да си направят... | “ |

Това положение продължава до 1911 година, когато е завършен и осветен монументалният екзархийски катедрален храм „Свети Свети Кирил и Методий“.

## Документи
- Писмо от председателя на Българската църковна община в Струмица йеромонах Герасим до екзарх Йосиф I, с. 1, 27 юни 1893
- Писмо от председателя на Българската църковна община в Струмица йеромонах Герасим до екзарх Йосиф I, с. 2, 27 юни 1893
- Писмо от председателя на Българската църковна община в Струмица йеромонах Герасим до екзарх Йосиф I, с. 3, 27 юни 1893
- Писмо от председателя на Българската църковна община в Струмица йеромонах Герасим до екзарх Йосиф I, с. 1, 16 ноември 1893
- Писмо от председателя на Българската църковна община в Струмица йеромонах Герасим до екзарх Йосиф I, с. 2, 16 ноември 1893
- Разписка от учителите в Струмишката каза, че са получили заплатите си от Българската екзархия за първото полугодие на учебната 1901/1902 год.
- Разписка от учителите в Струмишката каза, че са получили заплатите си от Българската екзархия <...>. с. 2
- Ведомост за заплатите на учителите при Струмишкото трикласното и основно училище от 1 септември 1900 до 1 декември 1901 год., с. 2 и 3